# 暗黑破壞神II
《暗黑破壞神II》是暴雪娛樂發行於PC及Mac OS平台的一款動作角色扮演遊戲，發行日期為2000年6月29日，是《暗黑破壞神系列》的第二代作品，也是1996年發行的主題遊戲《暗黑破壞神》續篇作品，遊戲的故事劇情亦延續前作劇情。本作資料片《暗黑破壞神II：毀滅之王》於2001年6月29日發行。
本作的重製版作品《暗黑破壞神II：獄火重生》於2021年9月23日發行，登陸多款平台並包含資料片內容。重製版支援4K畫質、音效經杜比7.1環繞聲重製，並重新製作所有過場動畫。

## 游戏方式
《暗黑破坏神II》總共设置五种不同的角色，四个关卡，每个关卡有六或三个任务。玩家通过鼠标和键盘控制自己所创建职业的角色。在各个关卡的大部分地区内，地图是随机生成的，玩家通过杀掉关卡中地牢、荒野等地方的怪物来获得经验值从而升级、学习技能和添加任务属性值，并通过该途径得到更好的装备甚至收集完整的套装。在此过程中，玩家还可以使用随从的雇佣兵来协助自己攻击怪物。在每个关卡的最后，玩家都需要击败一个强大的妖怪头目从而进入下一关卡。
另外，游戏共有三个难度级别：普通、噩梦、地狱。当完成本难度级别第四个关卡最后一个任务后，即结束当前难度级别的游戏，可进入下一难度级别进行新的游戏或继续在本难度级别中游戏。虽然各个难度级别中的任务与怪物相同，但难度却有明显上升。
为了满足玩家对游戏难度的追求，玩家在创造职业角色时，可以选择专家级职业；专家级职业人物若在游戏过程中死亡，该角色将无法再次进行游戏。同时，专家级人物的储物箱空间较普通角色的要小很多。同时，为了增加游戏的可玩性，游戏中允许玩家将宝石、钻石等游戏物品和装备进行组合，来使装备具有独一无二的属性；同样的，游戏中的赫拉迪克方块让自由合成物品也成为了可能，但成功合成物品的前提是玩家积累了足够的物品合成公式。
本遊戲說明書中表示不同職業角色施放技能的力量來源不同，但最後仍以紅（生命值）、藍（魔法值）方式呈現，並統一以瑪納作為其名稱。

### 角色職業
《暗黑破坏神II》中提供五個職業供玩家選擇，每个职业都有其独一无二的样貌、技能樹甚至是部分NPC对话，游戏中，在使用某些通用装备的同时，每个职业都有专属的物品，这极大提高了游戏的特性。虽然各个职业相差悬殊，但是其最高等级均为99级。
亞馬遜女戰士（Amazon）
亞馬遜人是來自雙子海中島嶼的民族，善用弓箭、長矛以及標槍，利用這些武器達到最佳的戰鬥效果。將消滅三個罪惡之源（Prime Evils）的工作視為己任。根據亞馬遜的規範，只有女人才能擔任戰士，男人則是擔任農夫或是司法人員之類的職務。
在暴雪娛樂系列作品風暴英雄公開本名卡西亞（Cassia）。於官方補遺資訊說明戰後返回家鄉，受亞馬遜女王的表揚贈與裝備，被視為英雄。
野蠻人（Barbarian）
來自高聳亚瑞特山（Mount Arreat）的民族，善於近身戰鬥，擁有強健的體格以及愈挫愈勇的力量。亚瑞特山是整個圣休亞瑞的守護力量 - 世界之石 - 的所在地，野蠻人以及他們的三位古代英靈會誓死守護他們的家園以及世界之石。
官方補遺資訊說明野蠻人於世界之石被摧毀時已連同亚瑞特山一併滅亡，三代登場的野蠻人則是當時擔任傭兵未待在亚瑞特山而幸免於難的倖存者。
法師（Sorceress）
法师（Mage）事實上有許多個派系，包括费斯杰利（Vizjerei） 、塔安（Tann）等等。這位女巫則是來自藍艾蘇（Zann Esu）派系，高強的女巫派系。可以使用強大的閃電、火焰以及冰霜的魔法，摧毀三個魔神將會是她們所面臨的最大考驗。
在暗黑破壞神III秘術師短篇背景故事公開本名為伊珊卓菈（Isendra），在三名罪惡之源被摧毀後存活多年，收有徒弟（三代秘術師）李敏，後由於試圖用魔法改變受乾旱所苦的沙漠地區，反釀成失誤令多名居民死亡，被刺客視為威脅世界存亡殺害。死後靈魂於暗黑破壞神III任務登場。
死靈法師（Necromancer）
死靈法師—善於詛咒、召喚魔物以及復活死者來為自己效命的黑暗咒術師。來自東方酷熱叢林的死靈法師們相信，生與死有一定的平衡，魔神的出現破壞了這股平衡的力量，因此他們的目的就是找出魔神並且摧毀他們。
於官方補遺資訊和暗黑破壞神III說明戰後返回家鄉持續研究死靈法術，徒弟即為三代死靈法師。然而在暗黑破壞神III資料片《夺魂之镰》補述死灵法师已經几近全灭。
聖騎士（Paladin）
聖騎士—屬於李奧瑞克所帶領的衛斯馬屈騎士團（Knights of Westmarch）中的精英士兵，接受的是撒卡蘭姆 - 信仰聖光的教派 - 的光明教導，他只為他自己的信念而戰。雖然聖騎士們有點狂熱過頭了，但是他們依然追隨著聖光在行動。
於官方補遺資訊說明戰後回歸所屬騎士團，然而在暗黑破壞神III追隨者聖堂武士劇情透露衛斯馬屈騎士團已遭受腐蝕而墮落。
而在資料片暗黑破壞神II：毀滅之王則另外增加以下兩個職業：德鲁伊和刺客

### 多人游戏
《暗黑破壞神II》提供免費的網絡連線伺服器，玩家可透過連接Battle.net進入伺服器。玩家可以在伺服器內設立遊戲或加入其他人的房間，可選擇自行練功或與其他玩家並肩作戰、交易、甚至攻擊（創立遊戲可設密碼和等級差異，以維護玩家獨立的遊戲空間）。玩家如在90天內人物並無登錄進入聊天大廳或者遊戲房內，人物將會失效且官方也無法挽救，所以是以人物計算並非帳號（但于暗黑3發佈后的一次天梯重置中取消了刪除檔案的設定，即使遊戲內顯示過期也不會被刪除）。在封閉式战网國度內.d2s儲存在伺服器不能修改，战网主要为以下两种模式：
- 天梯：這種模式下的角色會在一段時間後（所謂的一季換季時間長短不同，以官方公佈和遊戲內指令查詢伺服器時間為準），自動變成普通角色，新一季的天梯亦會出現，也就是說遊戲排名會被重新設定。部分符文組、道具只會在天梯出現。
- 普通：這種模式下的角色會保存，但珍貴的道具比天梯略少，而且由於開放已久，大部分道具已經沒有價值。

除战网外，《暗黑破坏神II》还支持LAN或局域网联机对战模式。
- 單人：遊戲紀錄副檔名.d2s將儲存於個人電腦，不能上網和其他玩家進行遊戲，但能經由區域網路與鄰近的電腦連結互動，也能上Battle.net（也就是開放式國度）。

### 雇傭系统
玩家可以使用雇傭兵，以增強戰鬥力。而每一關的傭兵種類各有不同：
- ACT I  ：俠盜斥侯（弓）
- ACT II ：沙漠傭兵（长矛、标枪和长棍类）
- ACT III：鐵狼衛士（單手劍和盾）
- ACT IV ：無

而在資料片暗黑破壞神II：毀滅之王則另外增加一种雇佣兵：
- ACT V  ：野蠻人（單手劍或雙手劍）

## 游戏内容

### 背景
本作故事發生在一代故事之後：一位不知名的英雄（暗黑破壞神I中的主角），殺到教堂最深處打敗了迪亞布羅，並將封鎖住暗迪亞布羅靈魂的靈魂之石封入自己的額頭，讓自己的靈魂與迪亞布羅做永遠的爭戰，並永埋教堂之下……。可惜，這位身負神聖使命並犧牲自己的無名英雄無法永遠的限制住迪亞布羅的力量，歲月流逝之後，他的努力失敗了，迪亞布羅再度的從靈魂之石中被爬了出來，這一次，他更變本加厲的讓他兩個兄長墨菲斯托與巴爾同時的復甦，並讓東方大陸的人們再度的面臨著恐怖詛咒與威脅……。

### 主线
承襲了上一代的操作方式，玩家們將會扮演各個英雄，在浩大的聖休亞瑞（Sanctuary）中清除邪惡，並擊敗燃燒地獄（Burning Hells）中的三大最高統領-罪惡之源（Prime Evils）：墨菲斯托（Mephisto）、巴爾（Baal）以及迪亞布羅（Diablo）。原作共有ACT I到ACT IV，而資料片增加一个区域ACT V。玩家必需完成各關卡最後一項任務，才能前進到下一個關卡（但是若封閉式國度使用非資料片轉換成資料片人物，就能不用過普通和惡夢ACT V即可到地獄）。五個ACT都拥有完全不同的地理区域，以及不同的市镇。
- ACT I：「修女教會」俠盜營地：目盲之眼修女會營地——黑暗草原、洞窟、僧院、高塔、高地、地牢，打倒「痛楚女王」安達利爾。
- ACT II：「黃沙城市」魯高因：東方的沙漠之城——炙熱沙漠、皇宮、古墓、蟲洞、遺跡、綠洲、峽谷，打倒「苦痛之王」督瑞爾。
- ACT III：「雨林城市」庫拉斯特海港：古老的城市庫拉斯特——古代森林、神殿、沼澤、水域、海港、城市，打倒「憎恨之王」墨菲斯托。
- ACT IV：「地獄前線」群魔堡壘：天堂與地獄的交界處——地獄、混沌、熔爐、熔岩，打倒「恐懼之王」迪亞布羅。

而在資料片暗黑破壞神II：毀滅之王則另外增加一个新的关卡
- ACT V：「聖山之城」哈洛加斯：野蠻人的家鄉——冰天雪地、山脈、要塞，打倒「毀滅之王」巴爾。

## 一代英雄的結局
暗黑破壞神第一代的三位英雄依然在第二代以不同化身出現，因靈魂不幸被黑暗吞噬而成為第二代英雄的敵人。

### 戰士 → 黑暗流浪者
- 戰士：名字為艾丹（Aidan），堪杜拉斯君王李奧瑞克（Leoric）的兒子，《暗黑破壞神3》登場角色莉婭的父親。擊敗迪亞布羅後，他把迪亞布羅的靈魂之石插入自己頭中，希望用自己強悍的意志來鎮住迪亞布羅。過了一段時間英雄意志開始消沈，迪亞布羅乘機控制了他的意志，戰士成為了迪亞布羅的宿主。直到來到庫拉斯特，迪亞布羅徹底擺脫了束縛，從英雄的肉體中站了起來。

- 出現地區：在暗黑破壞神2第三章走出城鎮會見到黑暗流浪者出現又消失，消失的同時周圍會出現一群怪物攻擊玩家，而在第四章第三個任務“恐怖的結局”會以迪亞布羅的姿態與玩家對戰，迪亞布羅為第四章最終Boss，擊敗後可進入第五章節。

### 浪人 → 血鴉
- 浪人：名字為莫瑞娜（Moreina），為羅格的精英，擊敗迪亞布羅後，她回到了目盲之眼修道會的修道院，還帶回了很多戰利品。不過因為在和迪亞布羅的戰鬥中受到了迪亞布羅邪惡力量的影響，意志開始逐漸消沈墮落，直至死去。死後又被墮落的修女安達利爾所復活，欲利用修女埋骨之地內那些死去修女們的屍體組建一支亡靈大軍。

- 出現地區：在暗黑破壞神2第一章第二個任務“修女埋骨之地”，和卡夏交談她會指示玩家去冰冷之原找埋骨之地，然後殺死血鴉。普通級難度擊敗血鴉後，卡夏會免費派給玩家一名傭兵和開啟僱用傭兵功能。

### 巫师 → 召喚者
- 巫师：名字為Jazreth，這個魔法使是一個費斯傑利人，一個精通召喚術的法師派系。擊敗迪亞布羅後，他來到了魯高因，魯高因是坐落於當年的費斯傑利城堡之上的。一千年前，這個法師派系出了個偉大的召喚師叫做赫拉森，他為了避免被自己奴役過的惡魔們追殺，就建立了一個神秘避難所，自己躲在裡面進行各種研究。傑海因在陪同魔法使參觀宮殿時意外發現了赫拉森避難所的入口，於是魔法使留下來研究這個避難所，他想進入避難所找尋當年赫拉森的那些魔法，結果卻不幸被赫拉森的靈魂附體，變成了召喚者。

- 出現地區：在暗黑破壞神2第二章第五個任務“召喚者”，第二章第四個任務“神秘避難所”和第五個任務“召喚者”是連著進行的，玩家在皇宮內找到神秘避難所的入口後，在神秘避難所內尋找赫拉森的筆記，而召喚者會在赫拉森的筆記旁邊，找到召喚者就會觸發第五個任務“召喚者”。

## 游戏音乐
暗黑破壞神II中的遊戲配樂主要由Matt Uelmen及其團隊創作，遊戲音樂風格主要為氛圍音樂、工業音樂和實驗音樂。
在暗黑破壞神II中，遊戲配樂貫穿始終，遊戲配樂很好的將玩家帶入遊戲場景，例如當你進入暗黑破壞神II第一個關卡中的崔斯特姆時，暗黑破壞神I中城鎮崔斯特姆的背景音樂就會再度響起。
遊戲配樂與各個關卡的地貌聯繫緊密，例如在第二個關卡沙漠中，音效師們主要採用了非洲鼓、手指鈸等非洲沙漠特徵的音樂。配樂讓玩家在各個關卡穿越時，感到所在世界的巨大變遷。
制作团队
- 鼓手 – Scott Petersen
- 吉他 – Bernie Wilkens
- 双簧管 – Roger Weismeyer
- 键盘 – Ryan Boyce
- 打击乐 – Mustafa Waiz
- 主创– Matt Uelmen
- 录制 – Matt Uelmen, Scott Petersen

## 秘密母牛关卡
在暗黑破坏神刚刚发售后，网上盛传如果点击游戏中的某一头母牛多次，玩家就可以通过一道传送门到达秘密母牛关卡。最终该说法被确定为谣言，但由于传播范围极广，导致许多玩家深信不疑，暴雪常常会接到询问如何进入秘密母牛关卡的电话。
在暗黑破坏神：地狱火中，玩家可以通过第三方修改补丁让一位农夫身穿母牛服装，并且将对话内容改变（"Moo." "I said Moo!"）。为了辟谣，暴雪在星际争霸中也设置了一条有关秘密母牛关卡的秘籍："There is no cow level"。
直到1999年4月1日，一张暗黑破坏神II的截图中显示出许多母牛战斗的画面。当时人们不知道这只不过是愚人节玩笑还是暗黑破坏神II中真的准备添加秘密母牛关卡。最终在暗黑破坏神II发售后，玩家终于确认，游戏中确实有秘密母牛关卡。
秘密母牛关卡被IGN评选为十佳游戏彩蛋。

## 评价
暗黑破坏神II获得了玩家極高的评价，并获得当年的众多奖项。并在多年后仍然屹立不倒。

## 外部連結
- （繁體中文）官方网站 （页面存档备份，存于）